# Austro-Fiat AFL
L'Austro-Fiat AFL est un camion léger très polyvalent lancé en 1930 par la filiale autrichienne (Empire austro-hongrois à l'époque) du constructeur italien Fiat V.I..
Le modèle AFL de 1 tonne était une version plus légère de l'AFN plus lourd. Extérieurement, les deux véhicules étaient très semblables. On ne pouvait les reconnaître que sur la composition de l'essieu arrière, roues simples sur l'AFL, jumelées sur l'AFN.

Les modèles AFL disposaient d'une charge utile de 1,0 et 1,25 tonne et étaient équipés de moteurs Fiat essence 4 cylindres développant 36 à 40 CV et de freins hydrauliques avec bloc de sécurité Lockhid.

## Seconde série 1936-37
En 1936, la gamme AFL, comme la gamme AFN, a été mise à jour avec une nouvelle cabine plus aérodynamique, dérivée du Fiat 618, des ailes profilées et une grille de radiateur reprenant le dessin de celle de la Fiat 508 Balilla seconde série avec sa fameuse forme en pointe vers le bas.